# Guiraut de Salignac
Guiraut de Salignac o Salaignac o Salinhac o 
Salanhac o Salinac, anche scritto Giraudos desalinac o  Guirautz de Salaingnac (fl. XII-XIII secolo) è stato un giullare e trovatore originario del Quercy.
Il suo castello era quello di Salignac. 

## Opera
Secondo quanto si legge nella sua vida compose cansos, sirventes e descortz, sebbene sopravvivano soltanto pochi componimenti (secondo Jeanroy, tre o quattro cansos, un descort, un partimen con Peironet e un gab). Sembrerebbe, in effetti, che Guiraut de Salignac non abbia avuto modo di comporre descorts, dato che questo genere particolare, per definizione, deve essere discordante nella forma e nel contenuto, onde rispecchiare i tormenti d'amore; ma Salignac non aveva di che rammaricarsi con la sua dama, in quanto lui stesso dichiara: 
          Per solatz e per deport

          me conort

          e.m don'alegransa;

  e ja no feira descort,

          s'ieu acort

          e bon'acordans

          trobes ab lieys, qu'am plus fort...
Ad ogni modo, il descort in questione gli viene conteso, fra gli altri, da Guilhem de Salignac con il quale Guiraut potrebbe identificarsi.
La sua poesia era caratterizzata, così dice il suo biografo, da "grazia e abilità". Il suo mecenate potrebbe essere Azalais di Tolosa, menzionato nella sua poesia. 

### Componimenti

#### Cansos
- Ajssi cum selh qu'a la lebre cassada[7]

- En atretal esperansa[8]

- A vos cui tenc per dona e per senhor[9]

#### Descort
- Per solatz e per deport[10]

#### Partimen
- En Peironet, vengut m'es en coratge[11][12]

#### Sirventes
- Esparviers et austors